# HMS Orion (85)
L'HMS Orion va ser un creuer lleuger de classe Leander que va servir amb distinció a la Royal Navy durant la Segona Guerra Mundial. Va rebre 13 honors de batalla, un rècord només superat pel HMS Warspite i igualat per altres dos.

## Història
L'Orion va ser construït per Devonport Dockyard (Plymouth, Regne Unit), Vickers-Armstrong (Newcastle-on-Tyne, Regne Unit).

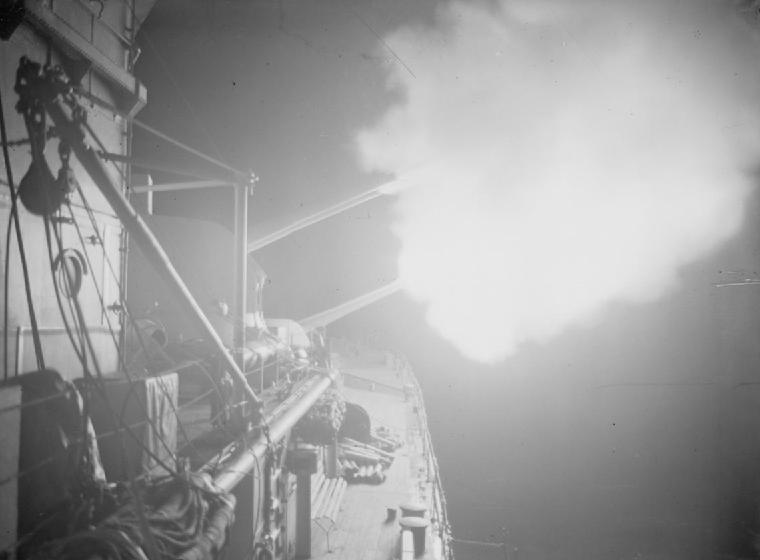
Els flaixos dels canons de 6 polzades de l'Orion es poden veure contra la foscor durant un bombardeig nocturn de les posicions enemigues al riu Garigliano.

L'Orion va ser encarregat el 18 de gener de 1934, per al servei de la Flota Nacional, però va ser traslladada a l'Estació d'Amèrica i les Índies Occidentals, amb seu al Royal Naval Dockyard a l'illa d'Irlanda, a la colònia de la fortalesa imperial de les Bermudes, el 1937 on estava amb el 8è esquadró de creuers. Va arribar a les Bermudes el 3 de setembre de 1937. Al voltant de les 19:15 del 21 de setembre, mentre feia exercici fora de les Bermudes, l'Orion va rebre l'ordre, en resposta a una sol·licitud d'ajuda del cònsol dels Estats Units, de dirigir-se cap a la posició del vaixell escola de vela USS Annapolis, a quatre-centes milles de les Bermudes a 35 graus nord i 54 graus oest. El cadet Robert Hugh Quinn, a bord de l'Annapolis , va requerir una operació immediata d'apendicitis i la velocitat de 7 nusos de l'Annapolis no li permetria arribar a les Bermudes a temps. Els dos vaixells estaven a la vista l'un de l'altre a les 08.58 h del 22 de setembre. Després que el capità Hines de l'Annapolis va pujar a bord per reunir-se amb el capità de l'Orion , HRG Kinahan, l'Orion va marxar cap a les Bermudes el 1038 amb el cadet nord-americà, entrant pel canal Narrows a la nit i arribant a la drassana a les 246 el 23 de setembre, des d'on Quinn va ser portat al Royal Naval Hospital. El 27 d'octubre de 1937, la bandera de l'Estació d'Amèrica i les Índies Occidentals va ser transferida a l'Orion quan l'HMS York va ser enviat a Trinitat a causa dels disturbis civils allà, deixant el comandant en cap a l'Almirallat House, Bermudes . Orion va romandre el vaixell insígnia temporal fins que l'HMS York va tornar el 21 de novembre de 1937. El 15 de novembre, el transatlàntic MV Reina del Pacifico, que operava entre Liverpool i Valparaíso , Xile , passant per les Bermudes, les Índies Occidentals i el Canal de Panamà, es va aturar a les Bermudes de camí a Xile amb el cos de l'antic primer ministre Ramsay MacDonald que havia mort a bord el 9 de novembre. El cos de MacDonald va ser traslladat a la marina per tornar a Plymouth. Tots els creuers de l'estació estaven lluny de les Bermudes en aquell moment excepte l'l'Orion i l'HMS Apollo. Com que l'Apollo s'estava sotmès a una remodelació a la drassana, l'Orion hauria d'haver portat el cos de MacDonald, però com a vaixell insígnia no va poder abandonar l'estació. En conseqüència, l'Apolo va deixar estar la remodelació. L'Orion va tenir l'encàrrec del servei commemoratiu de MacDonald, el cos del qual va ser portat a bord del remolcador de la Royal Navy Sandboy una vegada que el Reina del Pacifico es trobava a les aigües de les Bermudes i va atacar a Front Street a la ciutat de Hamilton juntament amb el capellà de la base, el capellà d'Orion, una Guàrdia d'Honor, sentinelles i portadors de taüts. El taüt de MacDonald va ser portat en un carruatge a la  Catedral de la Santíssima Trinitat de l'Església d'Anglaterra, en una processó que incloïa la companyia del vaixell de l'Orion i un destacament dels Sherwood Foresters (Regiment de Nottinghamshire i Derbyshire), servint a la guarnició de les Bermudes i amb seu a Prospect Camp. A la catedral,  Arthur Browne, el bisbe de les Bermudes, va dirigir el servei commemoratiu, que va ser seguit d'una exposició pública. L'endemà, la processó es va repetir de tornada al Sandboy que va portar el cos de MacDonald a Apollo, que va sortir de Bermudes cap a Plymouth a les 11.00, portant també la filla de MacDonald, la senyoreta Sheila MacDonald. L'Orion va transportar les cendres de Lord Tweedsmuir, governador general del Canadà, de tornada a Anglaterra el febrer de 1940.
El juny de 1940 va ser traslladat al Mediterrani, on va ser amb el 7è Esquadró de Creuers com a vaixell insígnia de John Tovey. Va participar en el bombardeig de Bardia i a la batalla de Calàbria el juliol de 1940. A finals d'aquest mes, va enfonsar el petit vaixell de càrrega grec Ermioni que transportava subministraments a les illes del Dodecanès controlades pels italians. Durant la resta de 1940 va escortar combois de Malta i va transportar tropes a Grècia. A principis de 1941 va estar a les zones de Creta i l'Egeu i també va estar a la batalla del cap Matapan el març de 1941.
En el curs d'un atac a un comboi alemany dirigit cap a Creta el 22 de maig, va resultar danyat en un duel amb la seva escorta, la torpedinera italiana Lupo. El 29 de maig de 1941, durant l'evacuació de Creta, va ser bombardejat, rebent danys severs mentre transportava 1900 tropes evacuades. Al voltant de 360 persones van morir, de les quals 100 eren soldats. Després d'haver dut a terme un extens control de danys, va anar coixejant cap a Alexandria a 12 nusos (22 km/h; 14 mph), proporcionant una visió espectacular del port amb el pal encastat a l'embut del vaixell i danys significatius de batalla. El 29 de juny l'Orion va navegar per passar a Simonstown, Sud-àfrica via Aden per a reparacions temporals i després enviat a la drassana naval de Mare Island a Vallejo, Califòrnia per a reparacions importants.
Les reparacions d'Orion es van completar el març de 1942 i va tornar inicialment a Plymouth on es va instal·lar un nou radar. A mitjans de 1942, va ser àmpliament emprat, tant en aigües domèstiques com en tasques d'escorta de combois a l'Àfrica i l'oceà Índic.
L'Orion va tornar al Mediterrani l'octubre de 1942. Aquesta vegada estava amb el 15è Esquadró de Creuers. Va participar en les tasques d'escorta de combois i va donar suport a l'exèrcit en la invasió de Sicília. Va passar la major part de la resta de la guerra al voltant del Mediterrani. James Gornall, l'antic jugador de cricket anglès de primera classe, ascendit a capità el 1941, va ser posat al comandament el 1943. També va participar al desembarcament de Normandia el juny de 1944, on va disparar el primer obús.

### Incident del canal de Corfú
Orion va participar en l'incident del canal de Corfú el 1946, un conflicte entre Gran Bretanya i Albània que implicava la navegació de vaixells britànics al canal entre l'illa grega de Corfú i la costa albanesa.

### Destí
Orion va acabar el servei el 1947, va ser venut com a ferralla a Arnott Young (Dalmuir , Escòcia) el 19 de juliol de 1949 i va ser desballestat l'agost de 1949.

## Honors de batalla
- Atlàntic 1939;
- Calàbria 1940, Mediterrani 1940-43-44;
- Combois de Malta 1941, Matapan 1941, Grècia 1941, Creta 1941;
- Sicília 1943, Salern 1943;
- Egeu 1944, Anzio 1944, Normandia 1944, Sud de França 1944.

Només el Jervis i el Nubian, que van servir a la Mediterrània amb l'Orion , van igualar aquest rècord; va ser superat pel Warspite, el vaixell insígnia de la flota mediterrània, que va tenir servei a les dues guerres mundials.